# Джонсон, Спенсер
Па́трик Спе́нсер Джо́нсон (англ. Patrick Spencer Johnson; 24 ноября 1938, Митчелл, Южная Дакота, США — 3 июля 2017, Сан-Диего, Калифорния, США) — американский врач, писатель и консультант по управлению.
Получил широкую известность как автор серии книг для детей ValueTales, а также мотивационной книги «Где мой сыр?», вошедшей в список бестселлеров The New York Times и в список документальной прозы Publishers Weekly. Также он является автором книги «„Да“ или „Нет“: Путеводитель по лучшим решениям». В соавторстве с писателем и экспертом в области менеджмента Кеннет Бланшар подготовил серию книг «Менеджер за одну минуту». Книги Джонсона переведены на 26 языков.

## Биография
Родился 24 ноября 1938 года в городе Митчелл (Южная Дакота).
В 1957 году окончил Нотр-Дамскую среднюю школу в лос-анджелесском пригороде Шерман Оукс.
В 1963 году получил степень бакалавра гуманитарных наук по психологии в Университете Южной Калифорнии.
Получил степень доктора медицины в Королевском хирургическом колледже в Ирландии. Занимался медицинской практикой в Клинике Майо и Гарвардской медицинской школе.

## Сочинения
- The ValueTale of Elizabeth Fry: the value of kindness (La Jolla, California: Value Communications, 1975)
- The ValueTale of the Wright brothers: the value of patience (La Jolla, California: Value Communications, 1975)
- The Valuetale of Louis Pasteur: the value of believing in yourself (La Jolla, California: Value Communications, 1975)
- The value of believing in yourself: the story of Louis Pasteur (La Jolla, California: Value Communications, 1976)
- The value of patience: the story of the Wright brothers (La Jolla, California: Value Communications, 1976)
- The value of humor: the story of Will Rogers (La Jolla, California: Value Communications, 1976)
- The value of kindness: the story of Elizabeth Fry (La Jolla, California: Value Communications, 1976)
- The value of imagination: the story of Charles Dickens (La Jolla, California: Value Communications, 1977)
- The value of courage: the story of Jackie Robinson (La Jolla, California: Value Communications, 1977)
- The value of curiosity: the story of Christopher Columbus (La Jolla, California: Value Communications, 1977)
- The value of saving: the story of Benjamin Franklin (La Jolla, California: Value Communications, 1978)
- The value of sharing: the story of the Mayo brothers (La Jolla, California: Value Communications, 1978)
- The value of understanding: the story of Margaret Mead (La Jolla, California: Value Communications, 1979)
- The value of dedication: the story of Albert Schweitzer (La Jolla, California: Value Communications, 1979)
- The value of fairness: the tale of Nellie Bly (with Ann Donegan Johnson, Emerson Johnson and Steve Pileggi) (Orem, Utah: ValueTales Publishing, 2007)
- The value of fantasy: the story of Hans Christian Andersen (La Jolla, California: Value Communications, 1979)
- The value of honesty: the story of Confucius (La Jolla, California: Value Communications, 1979)
- The One Minute Manager(with Ken Blanchard, William Morrow & Co, 1982) ISBN 0-06-008579-7
- The One Minute Father: the quickest way for you to help your children learn to like themselves and want to behave themselves (New York: W. Morrow, 1983)
- The One Minute Mother: the quickest way for you to help your children learn to like themselves and want to behave themselves (New York: Morrow, 1983)
- The Precious Present (Garden City, N.Y.: Doubleday, 1984)
- The One Minute $ales Person: The Quickest Way to Sell People on Yourself, Your Services, Products, or Ideas--at Work and in Life (New York: W. Morrow, 1984)
- One Minute for Myself (New York: W. Morrow, 1985) [retitled One Minute for Yourself]
- The One Minute Teacher: How to Teach Others to Teach Themselves (with Constance Johnson) (New York: W. Morrow, 1986)
- "Yes" or "No": The Guide to Better Decisions (New York, NY: HarperCollins Publishers, 1992)
- Who Moved My Cheese?: An Amazing Way to Deal with Change in Your Work and in Your Life (New York, Putnam, 1998)
- The Cheese Experience: an amazing way to deal with change in your work and in your life ... presenters handbook to direct people through the maze (with Spencer Johnson Company.  (Salt Lake City, Utah: Spencer Johnson Co., 1999)
- An A-mazing Change Profile: discovering who you are and how you can enjoy more success with less stress in changing times (Salt Lake City, Utah: Spencer Johnson Co., 2000)
- Paradoxical Commandments: finding personal meaning in a crazy world (with Kent M. Keith[англ.]) (London: Hodder & Stoughton[англ.], 2002)
- Who Moved My Cheese? For Teens: an a-mazing way to change and win! (New York: G.P. Putnam's Sons[англ.], 2002)
- The Present: The Secret to Enjoying Your Work And Life, Now! (New York, Doubleday, 2003)
- The Value of Learning: the tale of Marie Curie (with Ann Donegan Johnson) (Orem, Utah: Candle Publishing, 2007)
- The Value of Friendship: the tale of Jane Addams (with Ann Donegan Johnson) (Orem, Utah: Candle Publishing, 2007)
- The Value of Helping: the tale of Harriet Tubman (with Ann Donegan Johnson) (Orem, Utah: Candle Publishing, 2007)
- The Value of Respect: the tale of Abraham Lincoln (with Ann Donegan Johnson) (Orem, Utah: Candle Publishing, 2007)
- Peaks and Valleys: Making Good And Bad Times Work For You--At Work And In Life (New York: Atria Books, 2009)

### Издания на русском языке
- Джонсон С. Познай свою мечту, или Где мой сыр? = Who Moved my Cheese? / Пер. с англ. С. Ананин. — Минск: Попурри, 2001. — 128 с. — 11 000 экз. — ISBN 985-438-538-8, ISBN 0-399-14446-3.
- Джонсон С., Уилсон Л. Одноминутный продавец = The One Minute $ales Person / Пер. с англ. Е. Гендель. — Минск: Попурри, 2001. — 160 с. — 11 000 экз. — ISBN 985-438-549-3,  ISBN 0-688-03946-4.
- Джонсон С.,  Бланшар К. Одноминутный менеджер = The One Minute Manager / Пер. с англ. П. Самсонов. — Минск: Попурри, 2001. — 144 с. — 11 000 экз. — ISBN 985-438-566-3, ISBN 0-425-09847-8.
- Джонсон С. Одна минута для себя = One Minute for Yourself / Пер. с англ. Е. Гендель. — Минск: Попурри, 2002. — 176 с. — 11 000 экз. — ISBN 985-438-772-0, ISBN 0-688-16356-4.
- Джонсон С. Одноминутная мать = The One Minute Mother / Пер. с англ. Е. Гендель. — Минск: Попурри, 2002. — 160 с. — 11 000 экз. — ISBN 985-438-773-9, ISBN 0-688-14404-7.
- Джонсон С. Одноминутный отец = The One Minute Father / Пер. с англ. Е. Гендель. — Минск: Попурри, 2002. — 176 с. — 11 000 экз. — ISBN 985-438-770-4, ISBN 0-688-14405-5.
- Джонсон С., Джонсон К. Одноминутный учитель = The One Minute Teacher / Пер. с англ. Е. Гендель. — Минск: Попурри, 2002. — 160 с. — 11 000 экз. — ISBN 985-438-771-2,  ISBN 0-688-08249-1.
- Джонсон С. Где мой Сыр? = Who Moved my Cheese? / Пер. с англ. С. Ананин. — Минск: Попурри, 2004. — 128 с. — (Успех!). — 11 000 экз. — ISBN 985-483-124-8.
- Джонсон С.,  Бланшар К. Менеджер за одну минуту = The One Minute Manager / Пер. с англ. П. Самсонов. — Минск: Попурри, 2005. — 160 с. — 5100 экз. — ISBN 985-483-376-3, ISBN 0-425-09847-8.
- Джонсон С. Настоящий подарок = The Present / Пер. с англ. П. Самсонов. — Минск: Попурри, 2005. — 144 с. — 5100 экз. — ISBN 985-483-133-7, ISBN 0-385-50930-8.
- Джонсон С. Где мой сыр? = Who Moved my Cheese? / Пер. с англ. С. Ананин. — Мн.. — Попурри, 2009. — 128 с. — 5000 экз. — ISBN 978-985-15-0830-9, ISBN 0-399-14446-3.